# Климовец, Андрей Анатольевич
Андрей Анатольевич Климовец (бел. Андрэй Клімавец; род. 18 августа 1974, Гомель) — белорусский гандболист, выступавший за клубы СКА Минск, Фленсбург-Хандевитт, Кронау/Эстринген, Райн-Неккар Лёвен, МТ Мельзунген, Вецлар.

## Карьера

### Клубная
Андрей Климовец воспитанник клуба Гомель. В 1991 году Андрей Климовец начал профессиональную карьеру в белорусском клубе СКА (Минск), с которым выиграл 3 раза чемпионат Беларуси. В 1995 году Андрей Климовец перешёл в ТУС Шпенге. В 1996 году Андрей Климовец перешёл в Рейнхаузен. В 1997 году Андрей Климовец перешёл в Фленсбург-Хандевитт, в 2004 году выиграл чемпионат Германии. Андрей Климовец за Фленсбург-Хандевит в чемпионате Германии сыграл 223 матча и забил 626 голов. В 2005 году Андрей Климовец перешёл в Кронау/Эстринген, который в 2007 году сменил название на Райн-Неккар Лёвен. В 2010 году Андрей Климовец перешёл в немецкий клуб МТ Мельзунген, а через год в Хаслох. Окончание сезона 2011/12 Андрей Климовец перешёл в Вецлар. Закончил профессиональную карьеру Андрей Климовец в немецком клубе Пфорцхайм.

### Международная
Андрей Климовец выступал за сборную Беларуси и сыграл за неё 101 матч и забил 328 голов. Андрей Климовец сыграл за сборную Германии 71 матч и забил 169 голов.

## Титулы
- Чемпион Беларуси: 1993, 1994, 1995
- Чемпион Германии: 2005
- Обладатель кубка Германии: 2003, 2004, 2005
- Кубок ЕГФ: 1992
- Чемпион мира: 2007

## Статистика
| Сезон   | Клуб              | Лига       | Матчи | Голы | 7-метр | Голы |
| ------- | ----------------- | ---------- | ----- | ---- | ------ | ---- |
| 2005/06 | Кранау/Эстринген  | Бундеслига | 33    | 124  | 0      | 124  |
| 2006/07 | Кранау/Эстринген  | Бундеслига | 34    | 105  | 0      | 105  |
| 2007/08 | Райн-Неккар Лёвен | Бундеслига | 25    | 48   | 0      | 48   |
| 2008/09 | Райн-Неккар Лёвен | Бундеслига | 33    | 47   | 0      | 47   |
| 2009/10 | Райн-Неккар Лёвен | Бундеслига | 25    | 37   | 0      | 37   |
| 2005-10 | Итого             | Бундеслига | 159   | 361  | 0      | 361  |